# Hiltrudia globulosa
Hiltrudia globulosa is een slakkensoort uit de familie van de Hygromiidae. De wetenschappelijke naam van de soort is voor het eerst geldig gepubliceerd in 2009 door Subai.